# Methona confusa
Methona confusa är en fjärilsart som beskrevs av Butler 1873. Methona confusa ingår i släktet Methona och familjen praktfjärilar. Inga underarter finns listade i Catalogue of Life.

## Bildgalleri

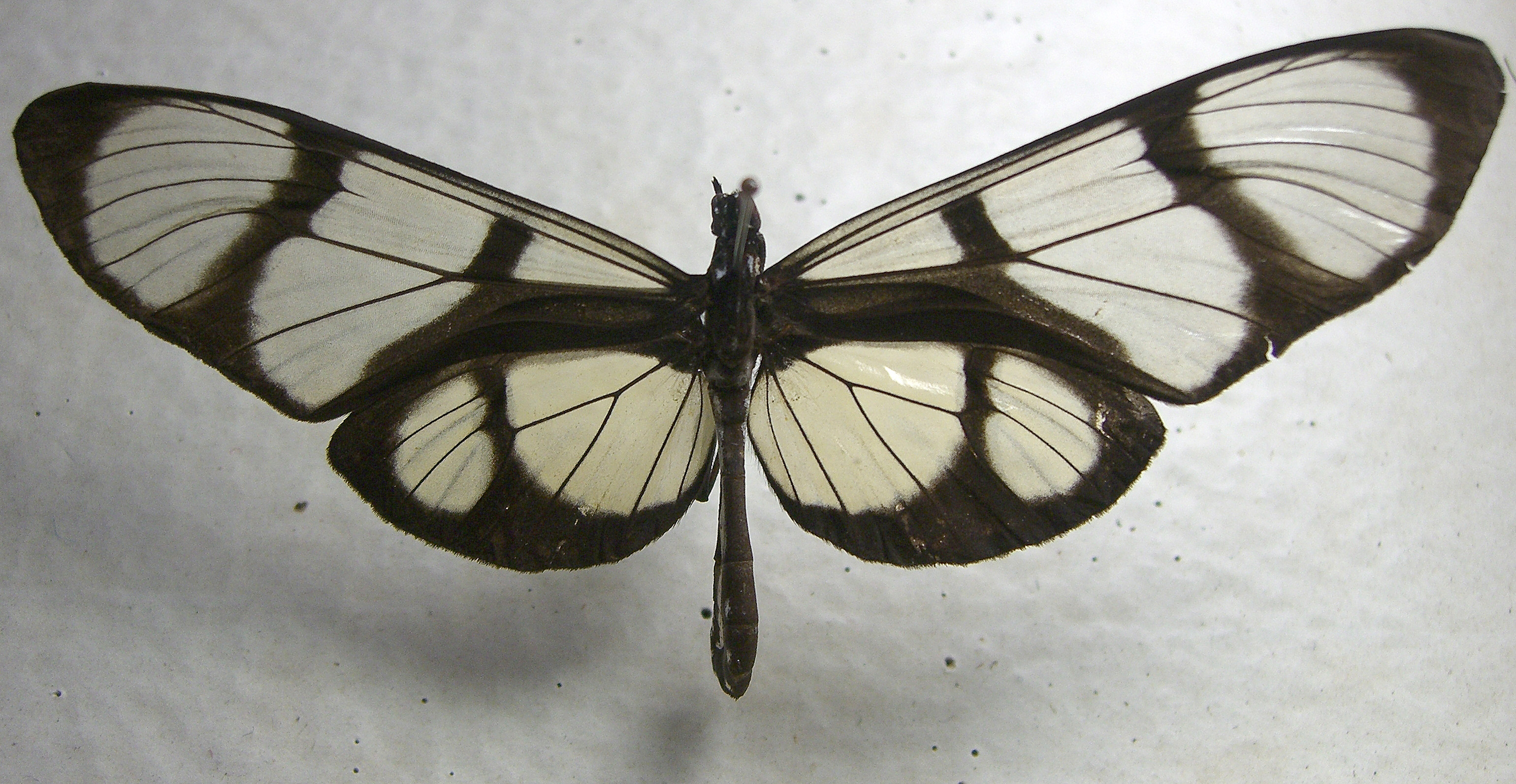
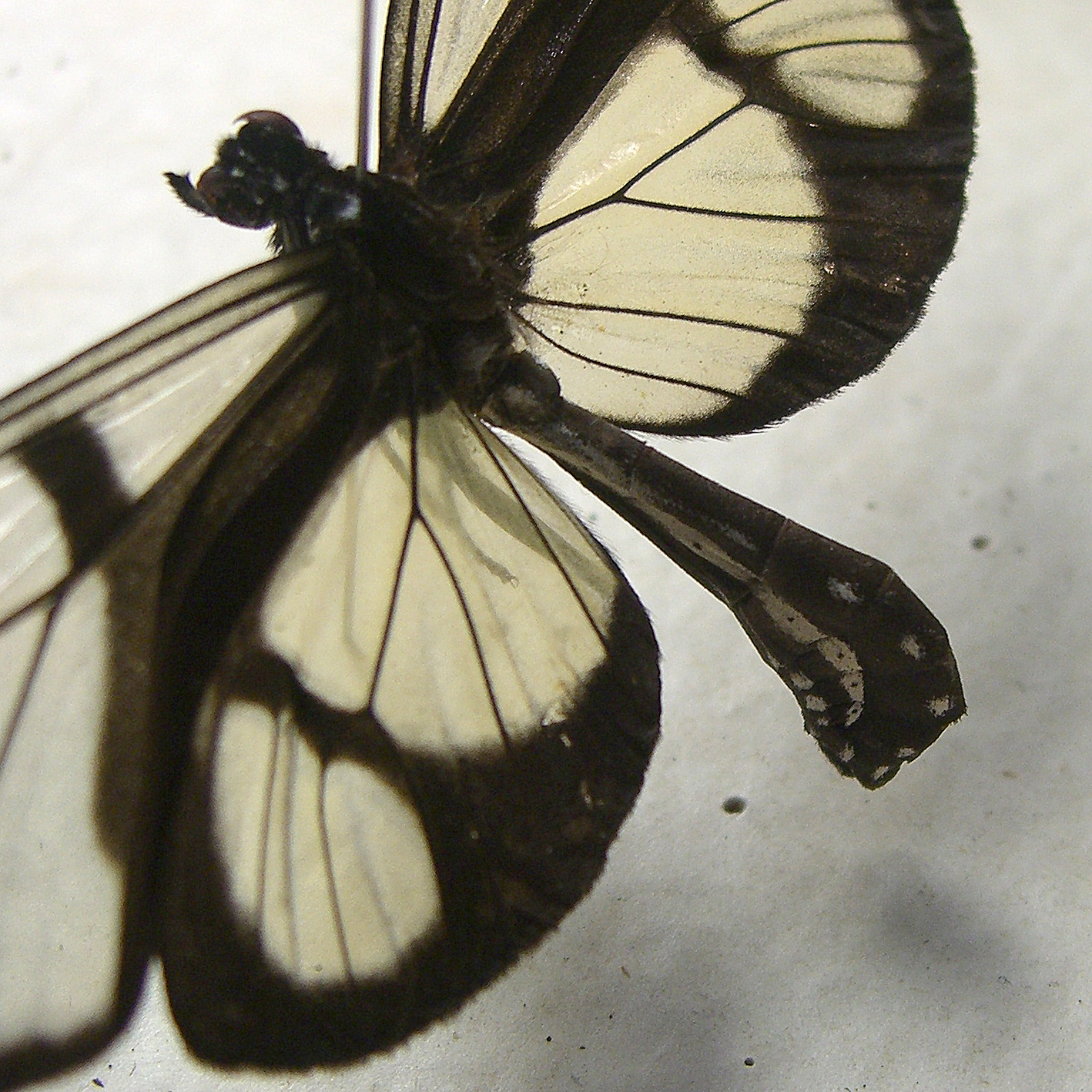